# Дворец спорта Пекинского авиационно-космического университета
 Дворец спорта Пекинского авиационно-космического университета (кит. трад. 北京航空航天大學體育館, упр. 北京航空航天大学体育馆, пиньинь Běijīng Hángkōng Hángtiān Dàxué Tǐyùguǎn)  — спортивный комплекс построен в 2001 году, реконструирован в 2006 - 2007 годах, одна из арен к Летних Олимпийских игр 2008 года в Пекине. Расположен на кампусе Пекинского авиационно-космического университета.
В рамках Летних Олимпийских игр 2008 года сооружение приняло соревнования по тяжёлой атлетике, в рамках Летних Паралимпийских игр в сооружении прошли соревнования по пауэрлифтингу.
Спортивный комплекс имеет площадь 21 тыс. м², и рассчитан на 5,4 тыс. зрителей.